# Musée Delacroix
Musée Delacroix, plným názvem Musée national Eugène-Delacroix (česky Národní muzeum Eugèna Delacroixe) je muzeum v Paříži, které je věnováno francouzskému malíři Eugènu Delacroixovi. Nachází se v 6. obvodu v ulici Rue de Furstenberg č. 6. Muzeum je ve správě muzea Louvre. Muzeum bylo otevřeno v roce 1971 v domě, kde malíř žil a měl svůj výtvarný ateliér. Delacroix zde bydlel od 28. prosince 1857 až do své smrti 13. srpna 1863. Muzeum zpřístupňuje malířovy obrazy, skici, předměty ze severní Afriky, osobní předměty a rukopisy.